# Turbo haynesi
Turbo haynesi is een slakkensoort uit de familie van de Turbinidae. De wetenschappelijke naam van de soort is voor het eerst geldig gepubliceerd in 1914 door Preston.